# Victoria Davydova
Pour les articles homonymes, voir Davydov.
 (février 2012).
Si vous disposez d'ouvrages ou d'articles de référence ou si vous connaissez des sites web de qualité traitant du thème abordé ici, merci de compléter l'article en donnant les références utiles à sa vérifiabilité et en les liant à la section « Notes et références ».
Victoria Davydova est née à Moscou le 6 avril 1968. Ayant débuté dans la publicité, elle est un temps rédactrice dans le magazine russe Tatler.
Elle arrive chez Condé Nast en 1998.
Elle succède à Aliona Doletskaya qui fut la rédactrice en chef de Vogue Russie pendant douze ans (1998-2010).
Elle est la seconde rédactrice en chef de Vogue Russie.
Son premier numéro en tant que rédactrice est celui d'octobre 2010 immortalisant Natasha Poly photographiée par Terry Richardson.
Victoria est mère de deux enfants.